# Stamverbinding
Een stamverbinding is in de scheikunde een organische verbinding waarin geen extra substituenten of functionaliteiten aanwezig zijn. De molecule bestaat meestal uit koolstof, waterstof en de bij de functionaliteit van de stamverbinding horende noodzakelijke atomen of atoomgroepen. Verbindingen waarvan de eigenschappen vooral beschreven kunnen worden als die van de stamverbinding, worden derivaten genoemd. Zo is 2-chloorethanol een derivaat van ethanol en mutatis mutandis ethanol de stamverbinding van 2-chloorethanol.
De begrippen stamverbinding en derivaat sluiten elkaar niet uit: benzoëzuur kan vanuit het beschrijven van de aromaticiteit als een derivaat van de stamverbinding benzeen worden gezien. Hetzelfde benzoëzuur kan echter ook als stamverbinding worden beschouwd van salicylzuur en 4-hydroxybenzoëzuur. Deze laatste verbinding kan weer als stamverbinding worden beschreven van de parabenen. Het is dus belangrijk om steeds te preciseren welke verbinding als stamverbinding wordt beschouwd.

## Voorbeelden
| Stamverbinding | Derivaten                                      |
| -------------- | ---------------------------------------------- |
| ethanol        | 2-chloorethanol, 2-fenylethanol                |
| propeen        | 1,3,3,3-tetrafluorpropeen, 1,3-dichloorpropeen |
| benzeen        | tolueen, chloorbenzeen, aniline, benzoëzuur    |
| benzoëzuur     | salicylzuur, 4-hydroxybenzoëzuur               |